# Hervormde kerk (Heinkenszand)
De Hervormde kerk (of: Dorpskerk) is de protestantse kerk van Heinkenszand, gelegen aan Dorpsstraat 71.

## Geschiedenis
In 1406 werd op deze plaats een kapel gebouwd, gewijd aan Sint-Blasius. In 1458 werd deze kerk tot parochiekerk verheven. Vanaf 1578 echter, werd de kerk gebruikt voor de Hervormde eredienst. In 1843 werd deze kerk gesloopt en vervangen door het huidige bouwwerk in neoclassicistische stijl. In 1855 werd een toren bijgebouwd en in 1932 werd deze van een spits voorzien. In 1992 werd het interieur gerestaureerd.

## Gebouw
Het huidige gebouw is een recht gesloten zaalkerk met een vierkante, ingebouwde toren welke is bekroond met een achtzijdige spits.
Veel van het huidige interieur is afkomstig uit de vroegere kerk, zoals de preekstoel (1674) en twee kroonluchters, gegoten door Johannes Specht (1728). In 1719 werd een grafmonument vervaardigd voor de in 1733 overleden Cornelis de Perponcher-Sedlnitzky, terwijl Johannes Camhout een grafmonument in Lodewijk XVI-stijl vervaardigde voor de in 1776 overleden Izaac Hurgronje en zijn in 1766 overleden vrouw Johanna van Dishoek.
De orgelkast is van 1788 en werd vervaardigd door J. en P. van Overbeek, en is in 1911 overgebracht vanuit de Hervormde kerk van Nisse. Het binnenwerk is van 1985 en werd vervaardigd door W.N. de Jongh.